# Геодезия
Геодезията, според класическата дефиниция на германския геодезист Фридрих Роберт Хелмерт (1843 – 1917), е „наука, която се занимава с измерването и картографирането на повърхността на Земята“. Това включва определяне на геометричната форма на Земята (геоид, терен), ниво на гравитационното поле и ориентацията на Земята в космоса (въртене на Земята).
В математиката, терминът „геодезически“ се използва за теоретично най-късото разстояние между две точки от извити повърхности – геодезична линия.

## История
Геодезията се е зародила като отговор на нуждите на хората, живели по бреговете на река Нил в древен Египет. Всяка година след прииждането на реката границите на отделните имоти се заличавали и се налагало отново да бъдат възстановявани.
По-късно геодезията се разширявала заедно с историческото развитие на човешкото общество.

## Структура и основи и подразделения
Геодезията се дели на пет основни дяла:
- Висша геодезия – изследва формата на Земята и на нейното гравитационно поле и координатите на точки от земната повърхност, разположени една от друга на разстояние по-големи от 500 km. Висшата геодезия се дели на различни дялове.
- Нисша (Равнинна) геодезия – изучава площите на Земята по-малки от 500 km2.
- Инженерна геодезия – изучава геодезическите работи свързани с проучването, проектирането, монтажа и строителството на инженерни съоръжения и строителни обекти. В инженерната геодезия не се взима предвид кривината на Земята.
- Космическа геодезия – ползва данните, получени от космическите спътници.
- Фотограметрия – използва данни, получени чрез аерофотоснимка.

## Основни понятия
- геодезическа снимка – Представлява заснемането на терена чрез ъгъл и разстояние.
- геодезически (топографски) карти – умалено мащабно изображение на голяма част от земната повърхнина. Картите могат да бъдат едромащабни и дребномащабни. Едри мащаби са М 1:100,1:250,1:500, 1:1000, а дребни – М 1:10000, 1:20000 ...1:1000000 и т.н.
- геодезически план – умалено мащабно изображение на малка част от земната повърхнина. Не се отчита кривината от формата на Земята. Мащабите са същите, като при топографските карти.
- геодезически профил – Профилите са надлъжни и напречни; представляват разрези през обекта, показващи геологията, релефа, планираното му преразпределение и др.

## Международни организации
- International Association of Geodesy (IAG)
- International Union of Geodesy and Geophysics (IUGG)
- Fédération Internationale des Géomètres (FIG)
- Международната организация на студентите по геодезия / International Geodetic Student Organisation (IGSO)